# 富山県道229号上百瀬島地線
富山県道229号上百瀬島地線（とやまけんどう229ごう かみももせしまじせん）は、富山県南砺市内を通る一般県道（富山県道）である。

## 概要

### 路線データ
- 起点：富山県南砺市利賀村上百瀬字東山4（＝竜口橋東詰）
- 終点：富山県南砺市利賀村百瀬川165（＝国道471号交点）

## 路線状況
南砺市利賀村を構成する一級河川神通川の支流である百瀬川沿いの百瀬谷を南北に縦断する。
ほぼ全区間、幅員が概ね両側2車線（片側1車線）となっているが、南砺市利賀村上百瀬地内や同市利賀村百瀬川の加茂社の前後の区間は狭隘未改良区間である。歩道は南砺市利賀村上百瀬の集落北端部から同市利賀村百瀬川との境界までの区間に73m設置されている。
沿道には、当県道を標す各種案内標識や看板が多数設置されている。六角形の県道番号標識（118の2-A）は起終点を含む南砺市利賀地域内の各所にそれぞれ立てられている。また、道路管理者である「富山県」の標示や県道番号が入ったデリニエーターも随所に設置されている。終点で当県道と交差する国道471号との交点手前には当県道を標す案内標識「方面および方向」（108の2-A）が設置されている。

### バス路線
- 南砺市営バス
  - 利賀八尾線：起点 - 上百瀬 - パーク西山 - 終点交点
  - 村内線（百瀬方面）：起点 - 上百瀬 - パーク西山 - 終点交点

上百瀬から終点交点までの区間は、1957年（昭和32年）5月から下ノ茗乗合自動車（のちの名鉄クレハ観光バス）が上百瀬と越中八尾駅の区間を運行（上百瀬線）。1973年（昭和48年）3月31日からは利賀村営バスが同区間を運行。2004年（平成16年）4月1日以降、南砺市営バスとして継承。

## 歴史
- 1647年（正保4年）：『越中道記』よると、礪波郡下百瀬川村（現在の南砺市利賀村百瀬川）から同郡水無村（現在の南砺市利賀村水無）まで、牛の通行が可能な道路があり、水無村からは野田の尾峠（のたのお峠）から飛騨国吉城郡羽根村（現在の岐阜県飛騨市河合町羽根）に至る飛騨街道があった。
- 1785年（天明5年）：この年に加賀藩御算用場に届けられた願書によると、70年前（＝正徳年間（1711年 - 1716年）の頃）に百瀬川沿いの道路が通行不能となったことから、牛が通行できるようにし、口留番所を設置して飛騨街道を復興したい要望が出された。しかし、飛騨街道として使われることもなく、また口留番所が設置されることもなかった。
- 1920年（大正9年）4月1日：旧道路法（大正8年法律第58号）施行。東礪波郡井波町を起点に同郡利賀村高沼、婦負郡山田村高清水、東礪波郡利賀村百瀬川を経て上百瀬に至る路線、東礪波郡利賀村大勘場を起点に同郡利賀村上畠から上坂峠（別名・山の神峠[2]）を越えて百瀬川を経て栃折を経由し婦負郡八尾町に至る路線、東礪波郡利賀村細島を起点に北豆谷から越道峠を越えて同郡利賀村一の瀬を経て栃折を経由し婦負郡八尾町に至る路線をそれぞれ郡道に路線認定。
- 1936年（昭和11年）：東礪波郡井波町から同郡利賀村高沼、婦負郡山田村高清水を経て東礪波郡利賀村百瀬川までの自動車道開通。
- 1937年（昭和12年）7月：婦負郡八尾町から東礪波郡利賀村上百瀬までの自動車道開通。
- 1960年（昭和35年）4月23日：「上百瀬栃折線」として路線認定。
- 1976年（昭和51年）：婦負郡八尾町から東礪波郡利賀村上百瀬までの区間の舗装が完了。
- 1993年（平成5年）4月1日：「上百瀬栃折線」を廃する。同時に、利賀村内の上百瀬栃折線のうち、利賀村・八尾町（現在の富山市）境の栃折峠から新楢尾トンネルの東にある利賀村上百瀬に至る交点までの区間を国道471号に昇格。新楢尾トンネルの東にある利賀村上百瀬に至る交点以南の区間を現路線名で改めて路線認定。

## 地理

### 通過する自治体
- 富山県
  - 南砺市

### 接続道路
- 国道471号（南砺市島地：終点）

### 周辺
- 金剛堂山
- 百瀬川
- 南砺市スノーバレー利賀スキー場
- 天竺温泉の郷
- 利賀創造交流館（旧富山県利賀少年自然の家（2007年3月末廃止[3]）の後継施設）
- 富山県利賀芸術公園（合掌文化村）
- 南砺市利賀グラウンド
- 南砺市利賀中村体育館
- 利賀ふるさとの森林
  - 山村体験交流館めんめん館
- 南砺市利賀国際キャンプ場
- 百瀬簡易郵便局
- JAとなみ野 百瀬川出張所